# Mosquée de plomb (Shkodër)
 (octobre 2024).
La mosquée de plomb est une mosquée du XVIIIe siècle construite à Shkodër, en Albanie sous l'empire ottoman.
Elle est également connue sous le nom de mosquée Buşatlı Mehmet Pacha, du nom du gouverneur ayant commandé sa réalisation. Ses coupoles couvertes de plomb sont à l'origine de son vocable actuel.

## Présentation

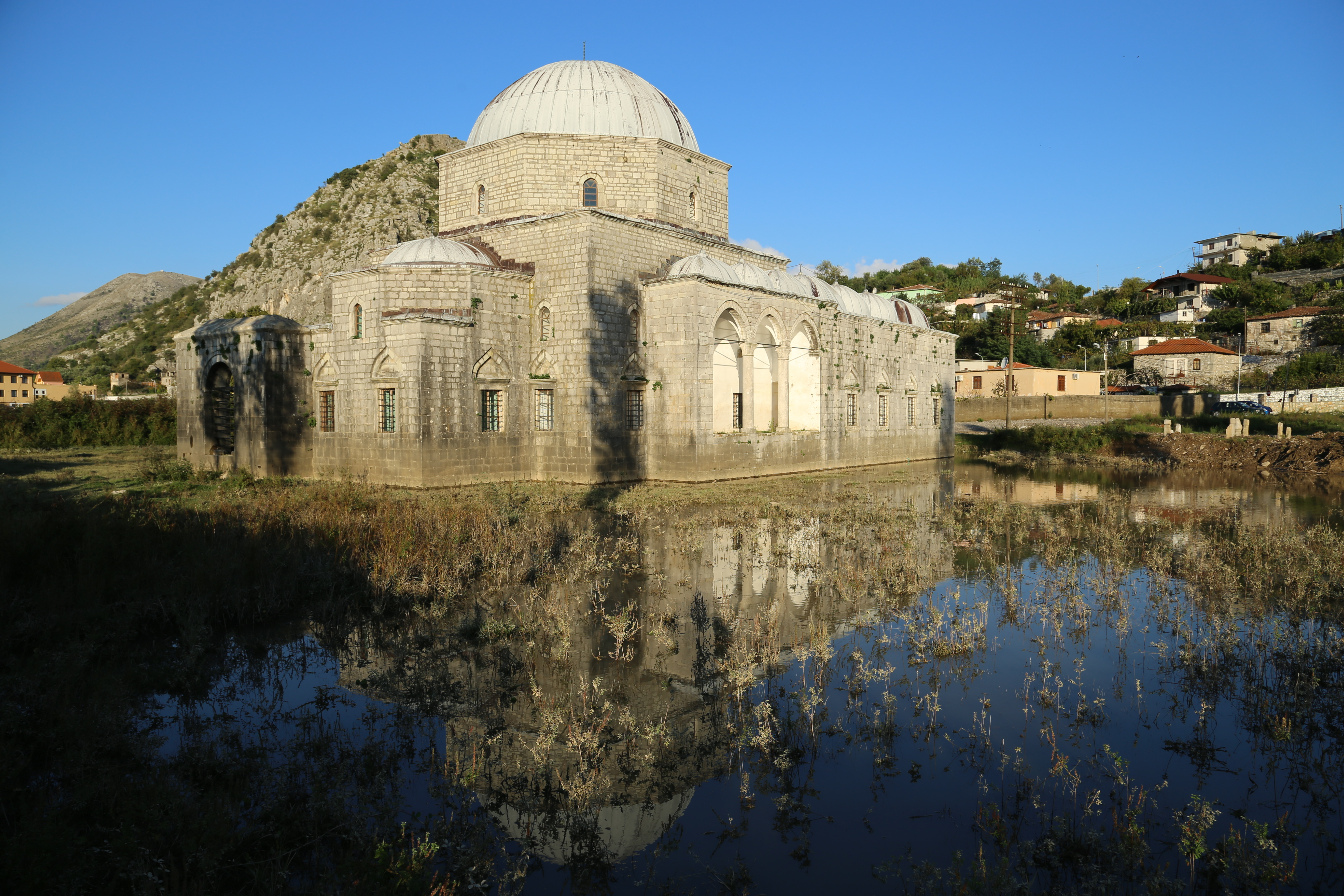
La mosquée de plomb est également connue pour être située au bord d'un lac.

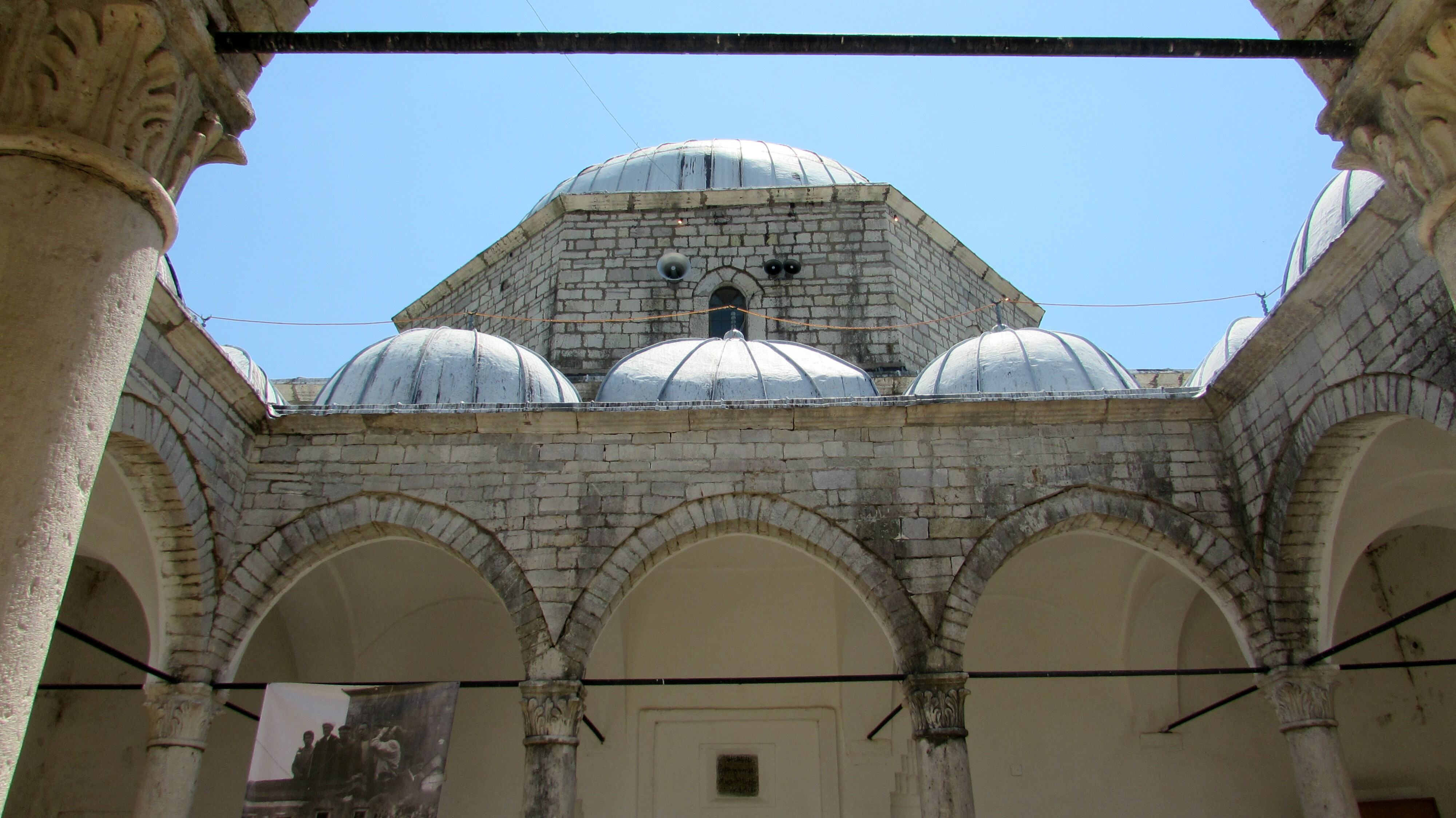
Cour intérieure de la mosquée.

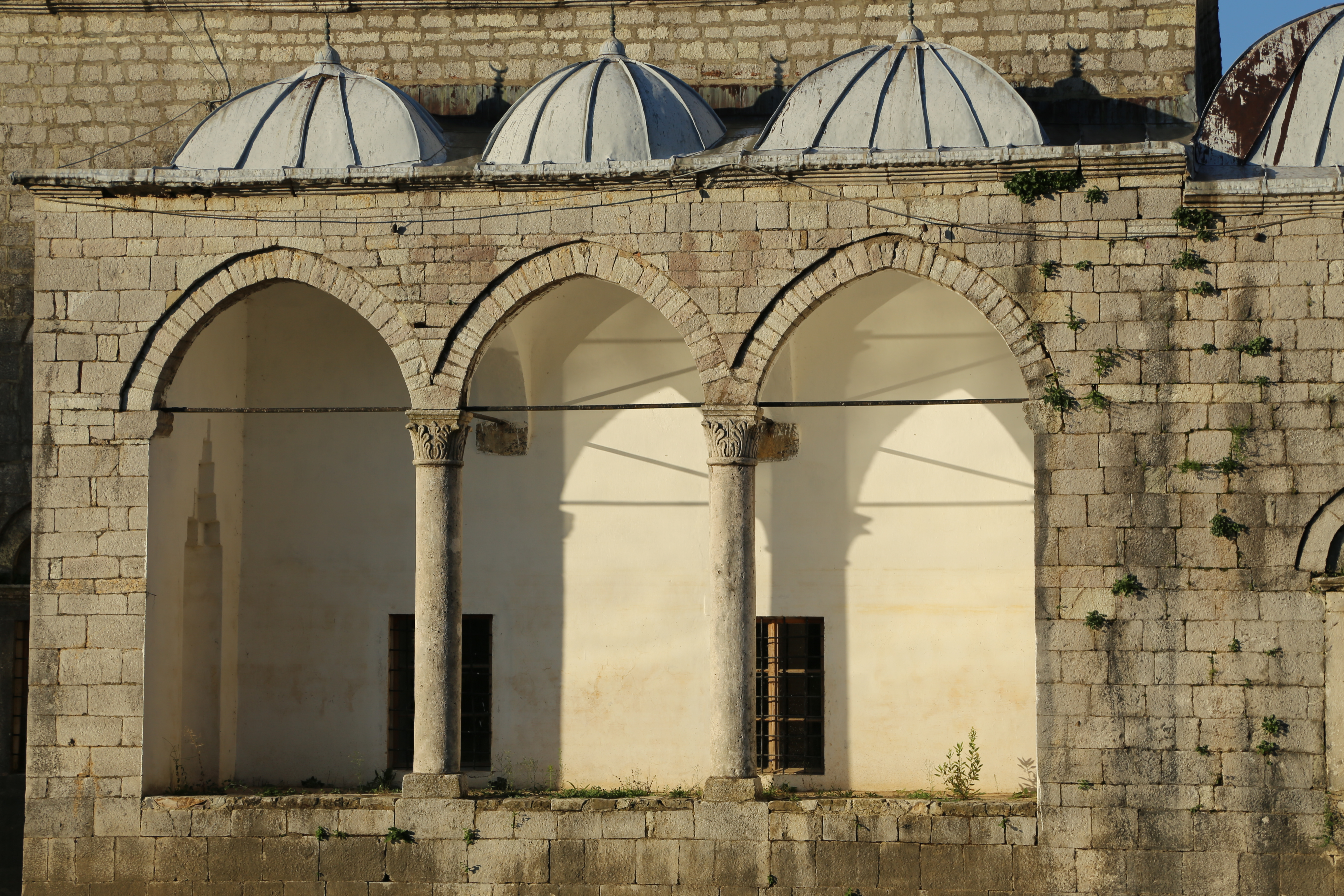
Balustrade à colonnes.

### Historique

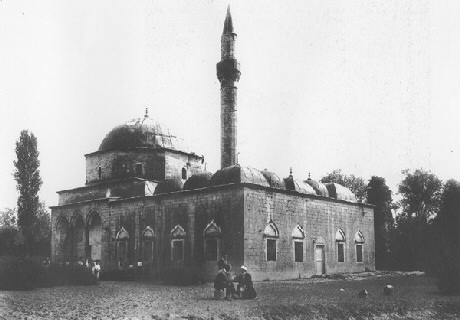
Avec son minaret.

La mosquée principale a été construite en 1773 par le pacha albanais Mehmed Bushati. Par cet acte, il a voulu donner à sa ville de naissance, le sentiment d'être une capitale.
Mehmed Bushati a été personnellement impliqué dans la construction et des pierres ont été incisées sous son patronage. Selon l'historiographie, presque tous les jours, le gouverneur descendait de sa résidence, le château de Rozafa, pour suivre la progression des travaux. Le premier imam de la mosquée était Haxhi Ahmet Misria, d'origine égyptienne. Il est venu en Albanie après les contacts qu'il a eu avec Mehmed Bushati.

#### Dommages
Au cours des années 1900, la mosquée a commencé à être endommagée et le plomb qui recouvrait les coupoles a peu à peu été volé. En 1916, lors de la première guerre mondiale, l'armée autrichienne retire le plomb qui restait sur l'édifice alors que le pays était occupé par l'Autriche-Hongrie.
En 1967, la foudre détruit son minaret mais est reconstruit en 1920 par Xhelal Bushati, descendant de Mehmed Bushati.

#### Athéisme d'État
En 1967, la mosquée principale a été fermée, tout comme les autres institutions religieuses, après que le dirigeant communiste antireligieux Enver Hoxha ait déclaré l'Albanie athée. Contrairement à de nombreuses mosquées qui ont été détruites pendant cette période, elle a survécu au régime communiste, probablement parce qu'elle a été déclarée monument culturel en 1948.

#### Post-communisme

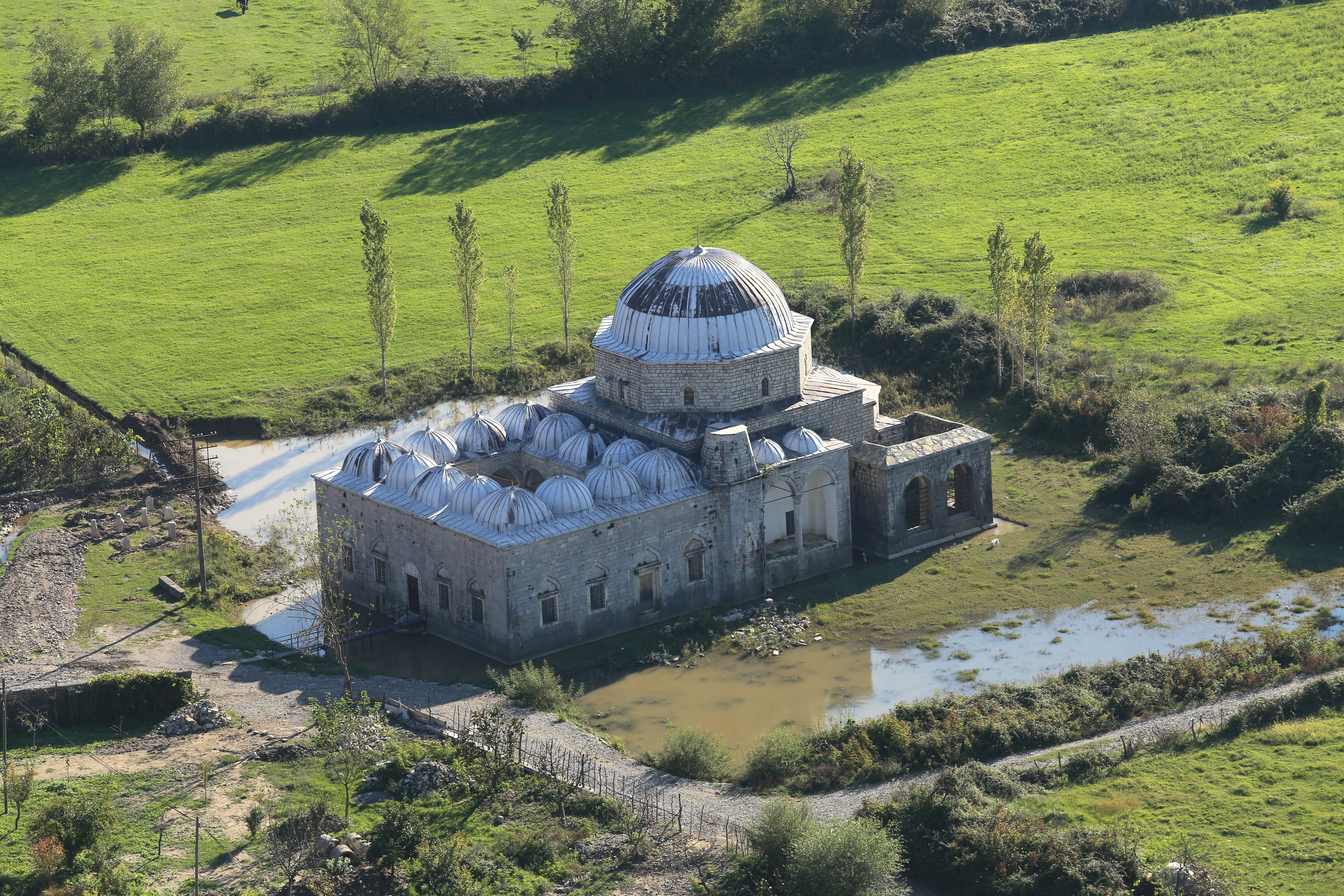
Malgré une protection culturelle la mosquée est située dans une zone inondable dont le danger est accentué par le risque de crue du lac qui la borde.

Le 16 novembre 1990, la mosquée de plomb a été la première mosquée rouverte du pays. Le tout premier rassemblement religieux a eu lieu dans cette mosquée par Hafiz Sabri Koçi, après 23 ans d'athéisme d'État.

### Architecture
La mosquée principale a une architecture ottomane, à la différence de la plupart des autres mosquées en Albanie qui préfèrent une architecture arabe. Elle reflète étroitement l'architecture ottomane classique d'Istanbul, en Turquie.
La mosquée est construite avec des pierres taillées[incompréhensible] de presque la même taille, ce qui crée une symétrie dans les assises du mur et une stabilité renforcée. Des pierres ont été apportées du village voisin de Gur i Zi par des personnes qui se sont alignées sur des kilomètres en passant les pierres pour atteindre le point de construction.
La mosquée a été réparée plusieurs fois au cours de son existence : en 1863, 1920 et en 1963. En 2021, l'État albanais et l'État turc ont frappé un accord portant sur la reconstruction de la mosquée.